# ويليام إل. آدامز
ويليام إل. آدامز (بالإنجليزية: William L. Adams)‏ هو صحفي أمريكي، ولد في 1821، وتوفي في 1906.